# 市川蝙蝠 (2代目)
二代目 市川 蝙蝠（いちかわ こうもり、1920年4月8日 - 1983年3月8日）は歌舞伎俳優。映画でも活動した。

## 概略
本名、吉田謹也。屋号は澤瀉屋。定紋は四ツ澤瀉。
父は二代目市川小太夫。1927年1月「市川謹也」を名乗り初舞台。戦前から戦後にかけ関西歌舞伎で活動。大映京都撮影所で活動の後、八代目市川中車の預かりとなり、東宝劇団に所属。1976年の小太夫没後松竹に移って、三代目市川猿之助の一門となり、1976年10月市川蝙蝠を襲名。
異母弟に歌舞伎評論家の喜熨斗勝が、甥にサッカーセルビア代表コーチの喜熨斗勝史がいる。

## テレビ
- 『源義経』（1966年、NHK） - 平時実 役

## 参考資料
- 想い出の名優篇 「二代目市川蝙蝠」 - 歌舞伎 on the web